# Sensorpartikel
Sensorpartikel dienen – wie andere Sensoren auch – der Übertragung eines von außen kommenden Signals in eine Signalform, die systemintern verarbeitet werden kann. Im Allgemeinen wandeln Sensorpartikel äußere Signale in eine Signalform, die sich anschließend berührungslos weiterübertragen lässt. Aufgrund ihrer geringen Größe können Partikelsensoren wie ein körniges Material gehandhabt und z. B. auch in einer Flüssigkeit dispergiert werden.
Ein typisches Beispiel für Partikelsensoren sind optisch auslesbare chemische oder biochemische Sensoren, die lokal das Vorliegen oder die Konzentration eines Stoffes erfassen. Als Reaktion auf den Kontakt mit dem zu messenden Stoff ändern sie ihre optischen Eigenschaften, was dann von einem äußeren physikalischen Messsystem als sekundäres Signal ausgelesen werden kann.
Gegenüber gelösten chemisch sensitiven Farbstoffen oder anderen molekularen Indikatoren, die auf Chemikalien oder Umgebungsbedingungen reagieren, haben Partikelsensoren den wichtigen Vorteil, dass die sensitiven Elemente und Strukturen nicht frei vorliegen, sondern an einer Oberfläche oder in einer Matrix gebunden sind. Dadurch sind sie weniger anfällig gegenüber chemischen und biologischen Angriffen. Toxische Effekte, wie sie z. B. bei gelösten Farbstoffen häufig auftreten, können weitgehend ausgeschlossen werden. Das macht Sensorpartikel vor allem für Messungen in biotechnischen Systemen interessant.
Ein weiterer Vorteil liegt in der Größenvariabilität der Sensorpartikel. Im Prinzip können derartige Sensoren in allen Größenbereichen bis herab zur Nanometerskala hergestellt werden. Dadurch können solche Sensoren auch in mikrofluidische Systeme eingeführt werden. Besonders kleine Sensorpartikel lassen sich auch als „Spione“ in biologische Zellen einschleusen und liefern dann aus dem Zellinneren heraus Informationen über den physiologischen Zustand oder die StoffwechselAktivität.

## Fluoreszenzfarbstoff-basierte Sensorpartikel
Fluoreszenzfarbstoff-basierte Sensorpartikel, deren Signalwandlung auf einer Änderung der Fluoreszenzintensität beruht, sind besonders attraktiv, weil sich diese Signaländerung besonders genau und bereits bei sehr kleinen Partikeln auslesen lässt. Optisch auslesbare Sensorpartikel, die  pH-Wert-Änderungen durch eine Änderung der Fluoreszenz anzeigen („pH-Sensoren“), nutzen z. B. pH-Indikator-Farbstoffe, die in einer permeablen Polymermatrix  immobilisiert werden.
Für Sauerstoff-Sensorpartikeln werden Farbstoffe benutzt, bei denen die Quantenausbeute der Lumineszenz von der Konzentration bzw. dem Partialdruck von molekularem Sauerstoff (O2) abhängig ist. Als Indikatormoleküle dienen  Phosphoreszenz-aktive Farbstoffe, sogenannte Triplettfarbstoffe. Das Signal  entsteht auf Grund der Löschung der Phosphoreszenz durch den Triplettcharakter des molekularen Sauerstoffs O2. Das gewonnene optische Signal ist deshalb umso intensiver, je niedriger der Sauerstoffgehalt in der Umgebung des Partikels ist.

## SERS-Sensorpartikel
Während die Änderung einer Farbe oder der Fluoreszenzintensität nur eine mäßige Selektivität bei der Signalentstehung bedeutet, lassen sich viel spezifischere Stoffinformationen aus schwingungsspektroskopischen Daten gewinnen. Diese sind jedoch in der klassischen Infrarot-Sensorik vor allem in wässrigen Systemen schwer zugänglich. Stattdessen können durch die oberflächenverstärkte Ramanspektroskopie (SERS) sehr gut schwingungsspektroskopische Daten auch aus wässrigen Systemen gewonnen werden
In der SERS-Sensorik wird der Verstärkungseffekt von Metalloberflächen – vor allem an Silber – genutzt, um auch bei kleinen Messvolumina und relativ geringen Konzentrationen (millimolar und darunter) hohe Signale der Ramanstreuung zu gewinnen. Dabei kann mit sichtbarem Licht oder auch mit NIR- oder UV-Licht angeregt werden, so dass auch in wässrigen Lösungen im Allgemeinen eine ausreichende Transparenz vorliegt. Voraussetzung ist, dass die metallische Komponente fein verteilt ist. Eine direkte Anwendung von Metallnanopartikeln ist sowohl wegen der Handhabung  als auch wegen unerwünschter Adsorptionseffekte oder biologischer Wechselwirkungen oft problematisch.
Hier bieten Komposit-Sensorpartikel eine sehr attraktive Alternative: Diese Partikel haben typischerweise Abmessungen im Mikrometer- bis sub-Millimeterbereich. Sie bestehen aus einer quellfähigen Polymermatrix, die im gequollenen Zustand permeabel  für die Analytmoleküle ist. In diese Matrix sind die eigentlich Raman-verstärkenden Metalle in Form von Nanopartikeln eingelagert.  Auf diese Weise lassen sich eine hohe Empfindlichkeit und eine bequeme Handhabung der Sensorpartikel kombinieren.

## Anwendung von Sensorpartikeln in der Mikrofluidik
In biologischen Screenings, in denen Multiphasensysteme, Tropfen oder Mikrofluidsegmente mit Volumina vom unteren Mikroliter- bis zum Pikoliterbereich zum Einsatz kommen, ist die Anwendung von konventionellen chemischen oder biochemischen Sensoren schwierig. Dagegen können kleine Sensorpartikel in die Fluidkompartimente eingebracht und auch mit den Fluiden transportiert werden. Deshalb sind sie hervorragend für die Bestimmung stofflicher Parameter in solchen mikrofluidischen Umgebungen geeignet.
Beispiele für derartige Anwendungen gibt es für das Monitoring von pH-Wert und Sauerstoff in der Miniaturisierten Biotechnologie, etwa bei der Kultivierung von Bakterien in Mikrofluidsegmenten. Eine über die Partikel erfasste Änderung der stofflichen Zusammensetzung – z. B. des pH-Wertes oder des Sauerstoffpartialdrucks  – kann auch als Indikator für eine Reduktion der Stoffwechselaktivität aufgrund toxischer Wirkungen bei mikrotoxikologischen Untersuchungen eingesetzt werden.

## Nutzung der Mikrofluidik zur Herstellung von Sensorpartikeln
Um Sensorpartikel mit gleichen Eigenschaften zu erzeugen, müssen Größe, Form und Zusammensetzung der Partikel möglichst homogen sein. Da bei konventionellen Herstellungsverfahren die Partikel oft in einer relativ breiten Verteilung ihrer  Eigenschaften entstehen, werden heute  mikrofluidische Techniken entwickelt, mit denen sich sehr hohe Partikel-Homogenitäten erreichen lassen. Das betrifft nicht nur einfache und zusammengesetzte Polymerpartikel, sondern vor allem auch die für die Partikelsensorik besonders interessanten formanisotropen (nicht-sphärischen) Partikel und Komposit-Mikropartikel.